# Mistrzostwa Ameryki Południowej i Centralnej w Piłce Ręcznej Kobiet 2022
Mistrzostwa Ameryki Południowej i Centralnej w Piłce Ręcznej Kobiet 2022 – trzecie mistrzostwa Ameryki Południowej i Centralnej w piłce ręcznej kobiet, oficjalny międzynarodowy turniej piłki ręcznej o randze mistrzostw kontynentu zorganizowany przez COSCABAL mający na celu wyłonienie najlepszej żeńskiej reprezentacji narodowej w Ameryce Centralnej i Południowej. Odbył się w dniach 15–19 listopada 2022 roku w Buenos Aires. Mistrzostwa były jednocześnie eliminacjami do MŚ 2023.
Pięć uczestniczących zespołów rywalizowało systemem kołowym w ramach jednej grupy, a prócz medali tej imprezy jej stawką był także awans na MŚ 2023 – początkowo dla czterech zespołów, jednak jeszcze przed turniejem IHF zmniejszyła przydział dla tego regionu do dwóch miejsc (bowiem według regulaminu awans może wywalczyć maksymalnie połowa uczestniczących zespołów). Z kompletem zwycięstw triumfowała reprezentacja Brazylii, na drugim stopniu podium znalazła się Argentyna, obie te drużyny zyskały tym samym awans do światowego czempionatu.

## Mecze
| 15 listopada 202217:30 | Paragwaj | 22:26(8:13) | Chile | Estadio Mary Terán de Weiss, Buenos Aires Widzów: 100 Sędzia: Lemes, Sosa |
| 15 listopada 202217:30 |          | 22:26(8:13) |       | Estadio Mary Terán de Weiss, Buenos Aires Widzów: 100 Sędzia: Lemes, Sosa |

| 15 listopada 202220:00 | Brazylia | 32:18(19:7) | Urugwaj | Estadio Mary Terán de Weiss, Buenos Aires Widzów: 150 Sędzia: Paolantoni, García |
| 15 listopada 202220:00 |          | 32:18(19:7) |         | Estadio Mary Terán de Weiss, Buenos Aires Widzów: 150 Sędzia: Paolantoni, García |

| 16 listopada 202217:30 | Chile | 15:34(6:15) | Brazylia | Estadio Mary Terán de Weiss, Buenos Aires Widzów: 600 Sędzia: Burgos, Lenzue |
| 16 listopada 202217:30 |       | 15:34(6:15) |          | Estadio Mary Terán de Weiss, Buenos Aires Widzów: 600 Sędzia: Burgos, Lenzue |

| 16 listopada 202220:00 | Argentyna | 29:17(16:7) | Urugwaj | Estadio Mary Terán de Weiss, Buenos Aires Widzów: 3 000 Sędzia: Corrêa, Corrêa |
| 16 listopada 202220:00 |           | 29:17(16:7) |         | Estadio Mary Terán de Weiss, Buenos Aires Widzów: 3 000 Sędzia: Corrêa, Corrêa |

| 17 listopada 202217:30 | Urugwaj | 23:24(12:11) | Chile | Estadio Mary Terán de Weiss, Buenos Aires Widzów: 300 Sędzia: García, Paolantoni |
| 17 listopada 202217:30 |         | 23:24(12:11) |       | Estadio Mary Terán de Weiss, Buenos Aires Widzów: 300 Sędzia: García, Paolantoni |

| 17 listopada 202220:00 | Paragwaj | 17:25(8:12) | Argentyna | Estadio Mary Terán de Weiss, Buenos Aires Widzów: 1 300 Sędzia: Burgos, Lenzue |
| 17 listopada 202220:00 |          | 17:25(8:12) |           | Estadio Mary Terán de Weiss, Buenos Aires Widzów: 1 300 Sędzia: Burgos, Lenzue |

| 18 listopada 202217:30 | Brazylia | 47:20(23:5) | Paragwaj | Estadio Mary Terán de Weiss, Buenos Aires Widzów: 300 Sędzia: Lemes, Sosa |
| 18 listopada 202217:30 |          | 47:20(23:5) |          | Estadio Mary Terán de Weiss, Buenos Aires Widzów: 300 Sędzia: Lemes, Sosa |

| 18 listopada 202220:00 | Argentyna | 26:18(13:6) | Chile | Estadio Mary Terán de Weiss, Buenos Aires Widzów: 1 700 Sędzia: Corrêa, Corrêa |
| 18 listopada 202220:00 |           | 26:18(13:6) |       | Estadio Mary Terán de Weiss, Buenos Aires Widzów: 1 700 Sędzia: Corrêa, Corrêa |

| 19 listopada 202217:30 | Paragwaj | 26:29(16:13) | Urugwaj | Estadio Mary Terán de Weiss, Buenos Aires Widzów: 500 Sędzia: Paolantoni, García |
| 19 listopada 202217:30 |          | 26:29(16:13) |         | Estadio Mary Terán de Weiss, Buenos Aires Widzów: 500 Sędzia: Paolantoni, García |

| 19 listopada 202220:00 | Brazylia | 26:19(14:11) | Argentyna | Estadio Mary Terán de Weiss, Buenos Aires Widzów: 3 500 Sędzia: Lemes, Sosa |
| 19 listopada 202220:00 |          | 26:19(14:11) |           | Estadio Mary Terán de Weiss, Buenos Aires Widzów: 3 500 Sędzia: Lemes, Sosa |